# Rose Hill (Iowa)
Rose Hill és una població dels Estats Units a l'estat d'Iowa. Segons el cens del 2000 tenia 205 habitants.

## Demografia
Segons el cens del 2000, Rose Hill tenia 205 habitants, 82 habitatges, i 56 famílies. La densitat de població era de 565,4 habitants/km².
Dels 82 habitatges en un 32,9% hi vivien nens de menys de 18 anys, en un 52,4% hi vivien parelles casades, en un 9,8% dones solteres, i en un 31,7% no eren unitats familiars. En el 25,6% dels habitatges hi vivien persones soles el 3,7% de les quals corresponia a persones de 65 anys o més que vivien soles. El nombre mitjà de persones vivint en cada habitatge era de 2,5 i el nombre mitjà de persones que vivien en cada família era de 3.
Per edats la població es repartia de la següent manera: un 26,3% tenia menys de 18 anys, un 9,8% entre 18 i 24, un 34,6% entre 25 i 44, un 19,5% de 45 a 60 i un 9,8% 65 anys o més.
L'edat mediana era de 34 anys. Per cada 100 dones de 18 o més anys hi havia 104,1 homes.
La renda mediana per habitatge era de 30.469 $ i la renda mediana per família de 32.143 $. Els homes tenien una renda mediana de 30.357 $ mentre que les dones 18.125 $. La renda per capita de la població era de 21.298 $. Entorn del 16% de les famílies i el 14% de la població estaven per davall del llindar de pobresa.

## Poblacions més properes
El següent diagrama mostra les poblacions més properes.